# Särkland

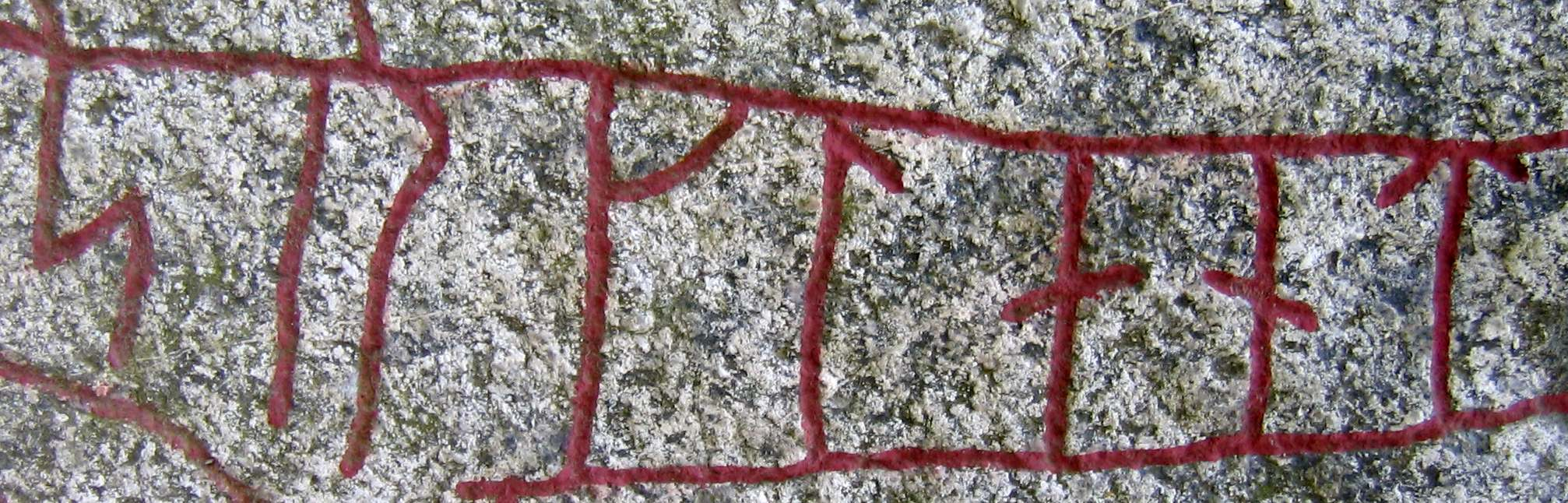
Särkland skrivet på runstenen U 785 som rests till minne över en varjag som inte återvände från Särkland, vid Tillinge kyrka i Uppland.

Särkland (fornnordiska Serkland) var en fornnordisk benämning på regionerna kring Kaspiska havet, innebärande nuvarande Armenien, Azerbajdzjan, Georgien, Turkiet, Iran, Irak samt ryska områden kring nedre Don och Volga. 
Traditionellt har den kopplats samman med muslimska områden, vikingatida kalifatet och Mellanöstern. Snorre Sturlasson placerade däremot Särkland i Afrika.

## Etymologi
Den fornsvenska och fornnordiska benämningen Särkland har, i synnerhet internationellt, härletts till samma grekiska rötter som saracener, men också antagits komma från namnet på den khazariska staden Sarkel eller det fornnordiska ordet för silke. Det har även härletts till klädesplagget särk. Särk kan då syfta på de klädesplagg som invånarna i flera regioner bar. En annan tolkning är att det handlades med och framställdes silke i området, Silkesland. På latin heter silke sercium vilket möjligen har koppling till fornsvenskans ord för särk och skjorta eller lintyg:  "Særker" respektive serkr. En annan möjlighet är att Särkland betyder ungefär "Österlandet", eftersom det arabiska ordet för öster, شرق, uttalas ungefär som det svenska ordet särk. Klädd i särk skulle kunna betyda klädd i "österländsk klädsel" eller "klädd i silke".

## Ingvarståget
Ingvarståget, det sista svenska vikingatåget, ska ha havererat i Särkland på 1040-talet. Detta finns omvittnat på de runstenar som benämns Ingvarsstenarna. Detta är Sveriges största runstensgrupp och innehåller ca 30 runstenar, varav några är mer eller mindre osäkra.